# Feminismo gitano

Uno de los símbolos del feminismo gitano.

El feminismo gitano o feminismo romaní es la corriente feminista que promueve la igualdad de género, la lucha contra las desigualdades sociales y la defensa de los derechos de la mujer en diferentes ámbitos en la sociedad, compatibilizando estos procesos con la preservación de la cultura y valores del pueblo gitano y, sobre todo, con la lucha contra el antigitanismo.

## El feminismo gitano

### Introduccción
A lo largo de la historia el pueblo gitano ha sido despreciado y perseguido por diferentes sociedades. Aun así, es una de las minorías más importantes en todo el mundo. Muchos grupos aún conservan una cultura característica, con lengua, tradiciones o costumbres propias, donde la familia y la solidaridad entre sus miembros tiene una gran importancia.
El feminismo gitano se caracteriza por la lucha por la superación de prejuicios y discriminación tanto hacia el Pueblo gitano como hacia las mujeres, haciendo hincapié en el carácter interseccional de las violencias y opresiones que sufren las mujeres gitanas.

### En España

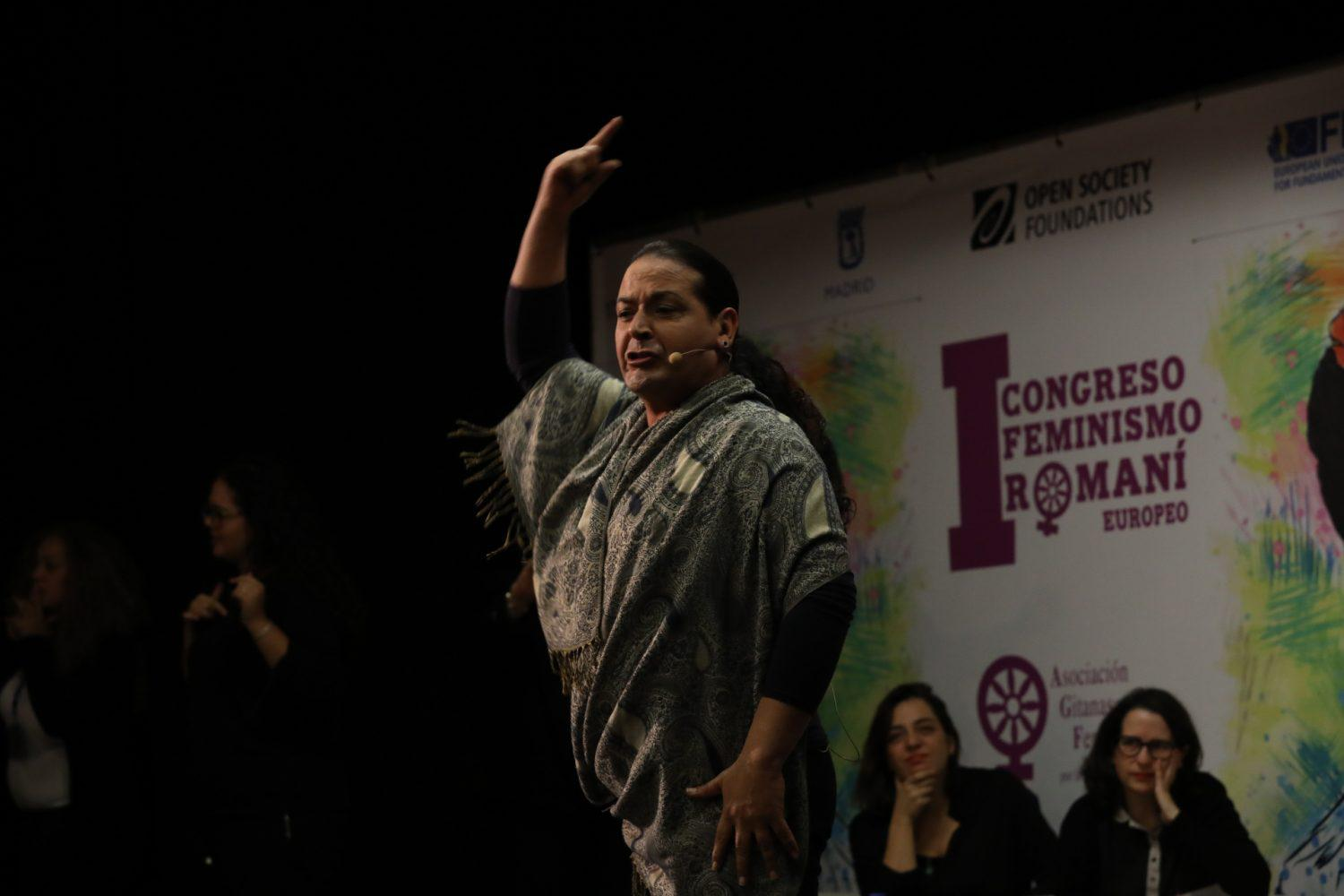
Inauguración del I Congreso de Feminismo Romaní en 2017.

El inicio del movimiento de mujeres gitanas en España y Europa empezó en 1990, si bien a principios de la democracia ya existía el Consejo Estatal del Pueblo Gitano, cuando apareció la primera asociación de mujeres gitanas en Granada, la Asociación de Mujeres Gitanas ROMI. Desde entonces, se han creado muchos otros colectivos por todo el país. Estas organizaciones tienen el objetivo de conseguir la igualdad de derechos de las mujeres gitanas, pero no se han pronunciado históricamente como feministas.
En 2010, se constituye la asociación Ververipen, Rroms por la Diversidad con la finalidad de conseguir la "igualdad de trato y derechos de las mujeres Rroma y respeto a la diversidad afectivo-sexual".
Sin embargo, la aparición de un discurso y una práctica feminista gitana viene años después de la mano de mujeres y organizaciones que plantean un feminismo propio, como apuesta política de resignificación de los feminismos a través de la contestación a los feminismos hegemónicos imperantes en el panorama español y una propuesta de análisis del movimiento gitano y los espacios de articulación política gitana desde una perspectiva de género. 
Un actor clave y decisivo de este proceso es la Asociación de Gitanas Feministas por la Diversidad. Su discurso hace un análisis interseccional de las violencias y experiencias de opresión de las mujeres gitanas y del pueblo gitano en España y plantea una práctica política comunitaria y desde las bases, fuertemente anclada en los barrios y las necesidades más apremiantes del pueblo gitano que ha sido relegado a la exclusión a través de numerosos procesos de segregación, persecución y violencia. Las pioneras del movimiento en España son María José Jiménez Cortiñas y Carmen Fernández Molina.[cita requerida]
Uno de los hitos de este movimiento fue el I Congreso de Feminismo Romaní que congregó en 2017 a centenares de mujeres gitanas de todo el país para debatir y reflexionar sobre los temas más importantes para ellas. En ese Congreso se pudo escuchar a Ana Jiménez Adelantado, María José Cortiñas "Guru" y Carmen Fernández Molina, así como a mujeres referentes del movimiento feminista gitano que no suelen estar en los espacios feministas hegemónicos.

### Las mujeres gitanas y el patriarcado
En casi toda Europa el Pueblo Gitano ha sido el arquetipo del otro dentro de la comunidad no gitana sirviendo como espejo en el que fijarse y sentirse dentro de la "normalidad". El antropólogo David Berná investigó el papel de la mujer en su obra Públicas, brujas y sumisas. La mujer gitana en los discursos de alterización europea hasta mediados del siglo XX. Mediante el estudio de la Literatura, las obras de arte y textos legislativos nos muestra que el papel de la mujer gitana en la Sociedad es representado como todo lo contrario a lo que debe ser el ideal de la mujer paya.
Así pues, si el ideal de mujer entre los siglos XV y hasta mediados del XX es aquella que cumple con el recato, el mandato de la castidad, su dedicación a la vida doméstica y su moral cristiana; a la mujer gitana se la representa como promiscua, bruja, liberal, de vida pública, bailarina y cantante. La gitana esta unida al mundo de la magia y la hechicería. Se dedica a leer la mano, echar la buenaventura y hacer sortilegios. Existen documentos de la Inquisición en el que se pueden ver procesos contra gitanas por "ejercer la profesión de gitana". A grandes rasgos las características que tenían las que "ejercían la profesión" eran la vida nómada y la independencia familiar. 
En 1539, Carlos I dictó una nueva pragmática que modificaba los castigos impuestos por los Reyes Católicos en 1499. En ellos la mujer, debido a que se les supone menos fortaleza para mandarlas a galeras y además serían una distracción para el resto de remeros masculinos, se les mandaba a Casa Pía de la Aprobación o al Colegio de Santa Isabel que más tarde será modelo para construir las cárceles de mujeres. Estos centros contaban con <<todo género de prisiones, cadenas, grillos, esposas, mordazas, cepos y disciplina de todas hechuras de cordeles e hierros>>.
Miguel de Cervantes en su La gitanilla, entre los muchos estereotipos, describe a la mujer gitana de la siguiente forma:

«gitanos y gitanas solamente nacieron en el mundo para ser ladrones: nacen de padres ladrones, críanse con ladrones, estudian para ladrones y, finalmente, salen con ser ladrones corrientes y molientes a todo ruedo; y la gana del hurtar y el hurtar son en ellos como accidentes inseparables, que no se quitan sino con la muerte.
Una, pues, desta nación, gitana vieja, que podía ser jubilada en la ciencia de Caco, crió una muchacha en nombre de nieta suya, a quien puso nombre Preciosa, y a quien enseñó todas sus gitanerías y modos de embelecos y trazas de hurtar. Salió la tal Preciosa la más única bailadora que se hallaba en todo el gitanismo, y la más hermosa y discreta que pudiera hallarse, no entre los gitanos, sino entre cuantas hermosas y discretas pudiera pregonar la fama.»

El clérigo judeoconverso Sancho de Moncada en 1619 escribe, en Restauración política, consejos para Felipe III y tras ampararse en citas bíblicas en las que se asegura que Dios salvo a su pueblo de las garras de los egiptanos, dedica un capítulo entero al Pueblo Gitano. En el se puede leer de la gitana:

«La primera es que son extranjeros [...] Lo tercero, porque las Gitanas son públicas rameras comunes a todos los Gitanos y con bailes, ademanes, palabras y cantares torpes hacen gran daño a las almas de los vasallos de Vuesa Majestad [...] son vagantes, habladoras, inquietas, siempre en plazas y corrillos.»

A partir del siglo XVIII, la representación de las gitanas es hecha sobre todo por los europeos como se puede ver en la obra Carmen de Mérimée que después fue versionada en la opera homónima de Bizet. Las descripciones de estos artistas europeos pasaran a centrarse en todas las mujeres españolas, sin distinción de etnia, centrandose especialmente con las de Andalucía. George Borrow describe así a la mujer gitana en su obra The Zingalí:

«Las mujeres y niñas gitanas eran las principales atracciones para los visitantes. Estas hembras son salvajes y singulares en su apariencia, no cabe duda, porque se ha demostrado con frecuencia que son capaces de provocar las descripciones de pasión más ardiente y excitantes, particularmente en los senos de aquellos que no son de su raza. Esa pasión se vuelve más violenta cuando la imposibilidad de satisfacer esos deseos se hace más patente.»

Esta vez el salvajismo de la mujer gitana es la oposición al ideal de mujer de la época victoriana. Este mito estará presente también en la pintura sobresaliendo la obra de George Owen Wynne Apperley.
Jorge Sanjurjo en la revista El Folk-Lore Andaluz, editada entre 1882 y 1883, describe a los gitanos del siguiente modo:

«gentes disformes por su negrura, quemados por el sol y con vestidos sucios, que se ocupan, principalmente las mujeres, en hurtar, manteniendo los hombres con los hurtos de ellas.»

En cambio con el acceso de la mujer al trabajo en el siglo XX y el comienzo de formular a la mujer como sujeto político y de derecho, esta visión de las cualidades de las gitanas cambian. Es ahora la mujer gitana la que es dependiente, esta confinada por deseo de su comunidad y honra de su familia. Mientras la mujer paya es ahora independiente, liberada de la familia y sexualmente. Tenemos varios ejemplos en los programas de telerrealidad Gipsy Kings o Palabra de Gitano y en la película Carmen y Lola que fue fuertemente criticada por varias asociaciones de mujeres gitanas, como Ververipen, y halagada por el Feminismo blanco-occidental.
Para combatir estos estereotipos difundidos por los medios de comunicación, la Asociación de mujeres gitanas Sim Rom creó la revista Resistencia romaní.

### Principales retos y demandas
En el Feminismo gitano existen grandes cuestiones debatibles. Así se plantea si éste debe ser diferenciado del feminismo blanco europeo o si debiese ser incluido en la Tradición teórico-práctica de los feminismos poscoloniales como el negro y el indígena. También existe la cuestión de si debería ser enunciado con la desigualdad que además supone la estigmatización que tiene el Pueblo Gitano.
Uno de los mayores retos del pueblo gitano es mantener su romanipen, la identidad y sentimiento gitano respetando la decisión y la libertad de las mujeres. Esta corriente feminista, busca la igualdad reclamando el derecho a ser diferentes. Así el colectivo busca la subversión del patriarcado y el racismo. 
Al igual que el Feminismo islámico, el Feminismo gitano tiene el "problema o estigma" de ser visto bajo una óptica del modelo blanco-occidental, que cree que existen varias escalas de patriarcado, que es él el más liberado, que es la cúspide de la escala del feminisimo y que piensa que el patriarcado es más acentuado en el Mundo islámico o en el Pueblo Gitano. Es pues uno de los grandes problemas a solucionar pues este punto de vista haría que el Feminismo acabase señalando y justificando una nueva "colonización" de las comunidades racializadas o pobres por considerarlas más patriarcales como señala Adlbi Sibai. 
Entre los aspectos más defendidos por este colectivo son:
- El antigitanismo: Las feministas gitanas abogan por un Feminismo que incluya el antirracismo entre sus premisas, pues por mucho que el movimiento diga ser interseccional, en la práctica se impone la visión de las mujeres blancas. Dentro de las leyes del Gobierno español podemos encontrar que no da por válido el matrimonio gitano por lo que la mujer no tiene acceso a la pensión de viudedad. Es pues que defienden la existencia de servicios profesionales de calidad y gratuitas que respeten la diversidad cultural.[23][24][25][26][27][28]

En la forma de vida gitana pueden encontrarse prácticas propias de autogestión y avanzadas maneras de Mutualismo que son criminalizadas por la parte dominante. 
- El acceso a la vivienda: De nuevo el racismo vuelve a jugar su papel y bajo el pretexto "No te alquilamos porque eres gitana", a la mujer en particular y al Pueblo gitano, en general, le cuesta poder encontrar casas de alquiler a pesar de poder costearlo[19].[29]

- La educación: Existe una brecha de género en el acceso a la educación de la población gitana. Frente al 19% de gitanos que terminan la ESO, solo el 15,5% de las mujeres la acaban. Las tasas de analfabetismo de las gitanas es de un 14% mientras que entre los hombres gitanos es del 6%.[30]

- El empleo: El racismo es una de las causas por la que las gitanas afirman no poder acceder al mercado laboral. Según la Agencia Europea de los Derechos Fundamentales, en un estudio de 2019, el 35% de las gitanas españolas afirmó haber sentido discriminación en la búsqueda de empleo y el 30% haber sentido acoso racial. Según dicha Agencia, el 98% de la población gitana española se encuentra en riesgo de pobreza. El estudio afirma también que la tasa de empleo de las mujeres gitanas españolas se sitúa en el 16% frente al 44,78% de las payas, y que el desempleo afecta al 51% de las gitanas españolas mientras que a la mujer paya le afecta a un 15,55%.[31]

Además la mujer gitana tiene la tasa de ocupación del 16%, frente al 44% de los hombres gitanos.
- La visibilidad de la mujer gitana: El Feminismo blanco-occidental suele olvidar la realidad de la mujer gitana. La presidenta de la Asociación de Gitanas Feministas por la Diversidad, María José Jiménez, asegura que "es cierto que tenemos nuestro propio patriarcado. Pero los gitanos están atravesados por, exactamente, las mismas características machistas que los payos". La diferencia es que la mujer blanca "pone límites a ese machismo y el sistema le ayuda a ponerlos. De hecho, facilita esa igualdad, pero a la mujer gitana sigue teniéndolas apartadas en un ambiente de marginalidad".[32][33][34]

- La normalización de la diversidad sexual: Según el antropólogo David Berná los payos tienen "una mirada muy homogeneizante y cerrada sobre los gitanos. Los hay muy conservadores, pero otros no lo son tanto". Si bien los datos afirman que el 98% de las mujeres vive su homosexualidad en el mundo payo, sin dejarse ver en la comunidad gitana. La homosexualidad entre hombres es socialmente mejor aceptada y un gran número de parejas no han tenido que renunciar a su vida dentro de la comunidad gitana[35][1].[36]

Algunas mujeres gitanas también defiende la opción de llegar virgen al matrimonio e incluso lo señalan, junto a la unidad familiar y el respeto a los mayores, como uno de los pilares de la cultura gitana y piden dicho respeto del Feminismo blanco.